# Mario Tauzin
Mario Tauzin, né à Saint-Pardoux-Isaac le 25 septembre 1909 et mort le 31 octobre 1979 à Nice, est un artiste peintre, illustrateur et dessinateur français.

## Biographie
Mario Tauzin est connu pour ses dessins érotiques exécutés à partir des années 1930 et publiés seulement au début des années 1970.

## Publications
- 30 Dessins érotiques, Paris, Soprodé, 1971 (Reproduction d'un recueil d'estampes gravées au burin par l'artiste de 1945 à 1947)[1]
- The Devil's Whisper (And Other Stories from the Captain's Table), Londres, Erotic Print Society, 2002, texte d'Henri Breton[2],[3]

## Livre sur Mario Tauzin
- Mario Tauzin : Saint Pardoux Isaac (Lot et Garonne), 25 septembre 1909-Nice 31 octobre 1979, par Raymond Creuze, Paris 1984[4],[5]